# Cour suprême (Guinée)
Pour les autres articles nationaux ou selon les autres juridictions, voir Cour suprême.
La Cour constitutionnelle de la république de Guinée est l'instance la plus élevée de l'appareil de justice du pays depuis sa création il y'a quelques années. Elle est suivie par la cour suprême. La cour est constituée de conseillers chargés de veiller à l'application correcte de la constitution : la Loi Fondamentale du pays. Elle tranche en dernier ressort sur tous les contentieux électoraux et valide ou invalide les résultats définitifs des scrutins présidentiels et législatifs.

## Historique
Créée un an après l'accession de la Guinée à la souveraineté nationale, la haute juridiction porte le nom de Tribunal Supérieur de Cassation entre 1959 - 1984, Cour Suprême entre  1984 - 1986, Chambre Nationale d’Annulation entre 1986 - 1991 avant de reprendre en 1991 le nom actuel de Cour Suprême.

## Composition
La cour suprême de guinée est composée :
• un premier président ;
• de deux présidents de chambres ;
• de dix conseillers ;
• d'un procureur général ;
• d’un premier avocat général
• et de deux avocats généraux.
En outre, elle comprend dix auditeurs de justice au plus et des magistrats référendaires, dont le nombre est fixé en fonctions des besoins.
Le président de la Cour suprême est nommé pour une durée de cinq ans par le président de la république, après avis du président de l'assemblée nationale, parmi les magistrats et les juristes de haut niveau, ayant quinze ans au moins d'expérience professionnelle par décret pris en conseil des ministres.
Il est inamovible, pendant la durée de son mandat qui n'est renouvelable qu'une seule fois.
Les fonctions du président de la cour suprême sont incompatibles avec la qualité de membre de Gouvernement, l'exercice de tout mandat électif, de tout emploi public, civil ou militaire, de toute activité professionnelle ainsi que de toute fonction de représentation nationale.
Les présidents de chambre sont choisis parmi le premier avocat général, les conseillers, les avocats généraux, le premier président de la cour d’appel et le procureur général près la cour d’appel.

## L'ordre de préséance
L’ordre de préséance à la cour suprême est réglé comme suit :
1 – Le premier président de la cour suprême ;
2 – Le procureur général ;
3 – Les président de chambre et le premier avocat général ;
4 – Les conseillers et les avocats généraux
5 – Le secrétaire général ;
6 – Les magistrats référendaires ;
7 – Le greffier en chef et les greffiers.

## Mission
La cour suprême a pour mission de favoriser l’unité de la jurisprudence,  régulatrice efficace du système judiciaire.

## Liste des présidents
- Kéléfa Sall
- Mohamed lamine Bangoura